# مدیل‌بوش (نیوجرسی)
مدیل‌بوش (به انگلیسی: Middlebush) یک منطقهٔ مسکونی در ایالات متحده آمریکا است که در Franklin Township واقع شده‌است. مدیل‌بوش ۵٫۱۵۵ کیلومتر مربع مساحت و ۲٬۳۲۶ نفر جمعیت دارد و ۴۲ متر بالاتر از سطح دریا واقع شده‌است.